# سي سر
سي سر هي قرية في مقاطعة سردشت، إيران. عدد سكان هذه القرية هو 915 في سنة 2006.